# Comté de Lippe
1413–1789
Entités suivantes :
- Principauté de Lippe

Le comté de Lippe, également connu sous le nom de comté de Lippe-Detmold, était un territoire du Saint Empire romain germanique à partir de 1413. Après 1512, il appartenait au cercle impérial du Bas-Rhin-Westphalie, et a été élevé au statut de comté impérial en 1528/29 et appartenait au Collège des Comtes impériaux de Westphalie (de) du Reichstag. En 1789, ce territoire est élevé au rang de principauté, la Principauté de Lippe.

## Histoire

### Seigneurie de Lippe jusqu'en 1528
Lippe a été mentionnée pour la première fois dans un document en 1123, qui nomme le noble Bernhardus de Lippe (de), Bernard Ier. Des documents ultérieurs le nomme, avec son frère Herman Ier comme régents. « De Lippe » fait référence à la rivière Lippe, sur laquelle l'Hermelinghof (la ferme d'Hermann) se serait dressée dans l'actuelle zone urbaine de Lippstadt.
Ils ont été inféodés avec de grandes parties du Lipperland actuel en 1173 par l'évêque Evergis de Paderborn (de) (qui siège de 1160 à 1178), après que leur cousin Werner von Brach, afin d'entrer dans le clergé, ait transféré sa propriété au monastère de Gehrden (de) et rendu son fief à l'évêque. Cela concernait probablement les régions autour de Lemgo, Detmold, Lage et Horn, pour lesquelles les princes-évêques de Paderborn sont plus tard attestés comme seigneurs féodaux.
Bernard II de Lippe, le fils d'Herman Ier de Lippe, réussit à consolider les droits souverains de la Maison de Lippe. Il fonde Lippstadt près de son allodium en 1185. Ce fut la première ville fondée en Westphalie au Haut Moyen Âge. En tant que lien entre Lipperode et Lipperland, il acquiert la domination de Rheda en 1190. Il a probablement fondé Lemgo en 1190, la plus ancienne ville de l'actuel district de Lippe. Bernard III, descendant de Bernard II, confirme les droits de la ville de Lemgo en 1245 et fonde les villes de Horn (avant 1248), Blomberg (avant 1255) et Detmold (1263).
En 1332/1358, ses successeurs acquièrent de vastes étendues du comté de Schwalenberg (de) au sud-est et étendent leurs possessions vers le nord jusqu'à la Weser en acquérant Varenholz (de) et Langenholzhausen. Sous le règne de Simon Ier de Lippe (1275-1344) (à ne pas confondre avec l'évêque de Paderborn du même nom, Simon Ier de Lippe, son grand-oncle), la seigneurie atteint sa plus grande étendue territoriale.
Après la mort de Simon Ier en 1344, la seigneurie a été divisée. Une partie de ce côté de la forêt a d'abord été occupée par Othon et plus tard lorsque son fils Simon III (1365-1410) a régné. L'autre part revenait à Bernard V, comme Othon, un fils de Simon Ier. Lorsque Bernard V mourut en 1365 sans héritier mâle, Simon III espérait que la part au-delà de la forêt lui reviendrait également - c'était au moment du partage en 1344 a été décrété qu'à la mort sans héritier de l'un des frères Othon et Bernard V "solche sin del herschap weder komer in der rechten erven hant" (si la règle revenait entre les mains de l'héritier droit). Cependant, l'héritage a également été réclamé par le comte Othon VI de Tecklenbourg (de), gendre de Bernard V, ce qui a conduit à une longue querelle sur Rheda et Lipperode qui a duré jusqu'en 1401. Rheda est finalement tombé entre les mains des Tecklenbourg. La ville de Lippstadt est passée au comté de La Marck dans le cadre du différend ; Cependant, au milieu du siècle, il était possible de le convertir en une "souveraineté", une zone administrée conjointement (dernière 1666 à 1850 avec Brandebourg-Prusse).
En outre, Simon III a tenté d'empêcher de nouvelles divisions du territoire. Le 27 décembre 1368, les bourgeois des châteaux souverains et les représentants des villes de Horn, Detmold et Blomberg déclarèrent dans le pactum unionis qu'à l'avenir, ils ne reconnaîtraient comme souverains que les héritiers dont Lippstadt et Lemgo, les plus importants villes du dominion, dépendaient, avaient convenu.
Le règne de Simon III a duré jusqu'en 1410. Vers 1400, il a amené les villes de Barntrup et Salzuflen et le château de Sternberg sous son pouvoir en les mettant en gage. Enfin, en 1405, tout le comté de Sternberg (de) suivit. Cependant, la tentative de reprendre le comté d'Everstein par le biais d'un accord d'héritage a échoué. Après la querelle d'Everstein (de) avec les ducs de Brunswick-Lüneburg, le comté est finalement tombé aux mains de Brunswick en 1408.
Les querelles de Bernard VII (1430-1511) furent encore plus malheureuses. Il avait hérité de la seigneurie à l'âge d'un an et fut sous la tutelle de l'archevêque de Cologne en sa qualité de duc de Westphalie jusqu'en 1446. En tant qu'opposant à l'archidiocèse de Cologne, il a pris part à la querelle de Soest (de), au cours de laquelle la ville résidentielle de Bernard, Blomberg, mais aussi Detmold, ont été détruites. Lemgo et Horn ont été épargnés grâce à un versement en espèces. De plus, il a dû céder une partie de sa domination sur la Hesse pour ensuite la récupérer en tant que fief et devenir ainsi un lige des landgraves de Hesse.

### Enquête sur le comté, la religion et la réforme
La souveraineté féodale hessoise a joué un rôle important dans les années qui ont suivi, lorsque Lippe s'est rapproché de la confession luthérienne sous Simon V de Lippe. Ce rapprochement s'est fait contre sa volonté, celui-ci est resté tout au long de sa vie un défenseur de l'enseignement catholique. Cependant, Simon V était un vassal de deux seigneurs féodaux : le prince-évêque de Paderborn et le landgrave hessois Philippe Ier, qui était luthérien depuis 1524. La liberté d'action de Simon était donc restreinte. L'avance de la confession luthérienne était également favorisée par l'influence importante des villes, notamment Lippstadt et Lemgo, vis-à-vis du souverain.
Le premier contact de Lippe avec les enseignements luthériens s'est probablement produit à Lemgo : dès 1518 – juste un an après leur publication – les 95 thèses de Luther y étaient lues. Dans les années qui suivent, la ville se rapproche de plus en plus de la confession luthérienne. Les citoyens de Lemgo, par exemple, ont assisté aux offices luthériens à Herford ; avant et après la messe, des chants évangéliques ont été chantés dans la ville de Lemgo. Pendant le Carême en 1527, certains citoyens de cette ville ont mangé de la viande de manière démonstrative. En 1530, un conflit ouvert avec le souverain éclate : lors de la messe catholique de Pâques, des chants évangéliques sont chantés. Simon V fut pris de colère et parlait de "paysans rebelles qui ne veulent tolérer aucune autorité sur eux". Philippe de Hesse a alors averti les citoyens de Lemgo de faire amende honorable en respect pour le souverain.
Au cours de cette période de confession, Simon V reçoit le titre de comte impérial en 1528. La seigneurie de Lippe a rejoint les quelque 140 comtés impériaux.
À partir de 1532, la confession luthérienne s'étend également à d'autres villes. Lorsque Simon V a cherché un soutien pour une intervention militaire contre Lemgo en 1533, Philippe est intervenu en tant que médiateur. La même année, Lemgo renversa l'église de Braunschweig qui ainsi est devenue officiellement évangélique-luthérienne.
Simon V et le duc Jean III de Clèves-La Marck attaquèrent Lippstadt, devenue évangélique, en 1535. La ville capitule devant ses souverains. La peur d'une action militaire a également touché Lemgo, mais cela ne s'est pas produit en raison de la médiation permanente de Philippe.
Simon V mourut en 1536. Son fils Bernhard VIII (1536-1563), encore mineur, eut deux tuteurs catholiques et un protestant (Philippe Ier). Jobst II de Hoya (de), l'un des tuteurs catholiques, passa du côté protestant en 1525. Au début de 1538, Philippe, se référant aux activités anabaptistes, demanda le renouvellement de l'église de Lippe. Sur un total de cinq parlements d'État à Cappel, les représentants des villes et les chevaliers ont décidé d'instituer un ordre de l'église protestante pour Lippe, qui a été établi le 15 septembre 1538.
Lippe a été entraîné dans la guerre de Smalkalde (1546-1547), qui a été perdue pour le côté évangélique. Et en conséquence, Lippe est devenu un fief impérial direct.
La deuxième étape de la Réforme à Lippe, vers la confession réformée, a été l'œuvre personnelle de Simon VI, l'un des dirigeants les plus impressionnants et les plus influents que Lippe ait jamais eus. Instruit et intéressé par beaucoup de sujets, il maîtrisait probablement une grande partie des connaissances de son temps, ce qui est également prouvé par un magnifique exemple de son Astronomieae Mechanika que lui dédie Tycho Brahe. La vaste bibliothèque du comte deviendra la base de la bibliothèque d'État de Lippe (de) d'aujourd'hui. L'Empereur lui confia de nombreuses missions diplomatiques ainsi que d'autres d'importance.
L'aspiration théologique du comte Simon VI se rapprochait de la Réforme, qui se répandait alors dans le Palatinat, en Saxe et aussi dans la Hesse voisine. Il a également progressivement introduit cet engagement à Lippe. "Les [...] méthodes par lesquelles la résistance omniprésente a été brisée étaient la cajolerie, l'instruction, l'exhortation, la destitution et l'appel de ministres réformés" (Kittel). L'année 1605, dans laquelle Simon VI s'est joint à l'office réformé pour la première fois, c'est-à-dire avec du vin et du pain (pas avec des hosties). Cependant, les efforts de Simon échouèrent dans la ville de Lemgo, qui s'accrocha à la confession luthérienne. Cela a conduit à des années de conflit exténuant, qui ont également duré sous les successeurs de Simon, au cours desquels la ville a même pointé ses canons vers le château du souverain à Brake (Lemgo) (de). Ce n'est qu'en 1617 que les différends de la récession de Rohrtruper (de) furent réglés et Lemgo resta luthérienne.

### Lippe dans la guerre de trente ans
Le testament de Simon VI eut également de profondes conséquences pour l'histoire de Lippe. Bien qu'il ait fait confirmer sa primogéniture en 1593, il a décrété une compensation importante pour ses fils cadets sous forme de paréages dans son testament. Ceux-ci ont été étendus par des droits supplémentaires, tels que le droit à l'hommage ou à une audience avant la convocation d'un parlement d'État. De nombreux procès entre la lignée Detmold au pouvoir et les lignées plus récentes de Lippe-Brake et de Lippe-Alverdissen, se sont prolongés jusqu'à la fin du Saint Empire romain germanique.
En 1644, la lignée Alverdissen prend le contrôle d'une partie du Comté de Schaumbourg, fondant ainsi ce qui deviendra plus tard la Principauté de Schaumbourg-Lippe. Les lignées plus jeunes ont également bénéficié de nombreux changements (1627, 1636, 1650 et 1652) et tutelles (1627-1631 et 1636-1650) de l'ancienne lignée Detmold pour sauvegarder leurs intérêts.
Bien que Lippe n'ait pas pris parti dans la guerre de Trente Ans, elle en a subi les conséquences et en a été durement touchée. Au début de la guerre, Christian de Brunswick, également connu sous le nom de Chrétien fou, est passé par Lippe lors de sa campagne contre Paderborn - tout comme le général impérial Tilly, qui poursuivait Brunswick. Le comté a dû accepter le cantonnement forcé des deux côtés. En conséquence, Lippe a été saigné par des contributions élevées, des courses occasionnelles et des pillages.
Lippe a particulièrement souffert dans les dernières années de la guerre. En 1634, les troupes suédoises s'établirent à Minden, tandis que les troupes impériales purent conserver l'évêché de Paderborn. Lippe se tenait entre les lignes de fronts. Lemgo a été prise et saccagée deux fois par les Suédois, et il y a eu des raids et des embuscades dans tout le pays. Des attaques contre le souverain ont également été signalées.
"Tant que je vivrai, je n'oublierai pas l'état de choses misérable que j'ai vu par le passé et chez d'autres personnes [...]. Le comte Simon Ludewich n'a pas pu gardé son pantalon, la chambre des femmes était tendue de vieux tissus troués. […] votre Gn. ne gardait pas un seul cheval, la maison et le village ont été complètement pillés.» (cité par Kittel).
Comme de nombreuses villes allemandes, les villes de Lippe ont perdu environ les deux tiers de leur population à la fin de la guerre ; dans les zones rurales, la perte était d'environ cinquante pour cent. Plus de deux millions de stalers ont été payés en contributions, dont les deux tiers provenaient de la seule ville de Lemgo.

### Le Baroque et l'époque des Lumières
L'après-guerre de Trente Ans à Lippe se caractérise par la centralisation de l'administration et l'émergence d'un État centré sur le souverain. Ces tendances générales à l'époque du baroque contrastaient avec certaines particularités de Lippe :
Tout d'abord, la petite taille du territoire, qui a particulièrement entravé le développement de la puissance militaire et de la politique étrangère. Cependant, cela n'empêcha pas surtout Frédéric-Adolphe de Lippe (1697-1718) de tenter un tel développement du pouvoir. Alors que Lippe avait rempli ses obligations militaires envers le Saint-Empire en versant des subventions jusqu'en 1697, Frédéric-Adolphe réussit à créer sa propre compagnie militaire, qui entre-temps avait été élargie à la taille du bataillon au-delà du niveau requis par le Reich. Cependant, la petite force n'a été déployée qu'une seule fois, en 1776, pour soutenir les intérêts de Lippe, lorsque le comte Simon-Auguste de Lippe (1734–1782) a fait occuper le château de Gemen (de) par 30 hommes pour renforcer les revendications de Lippe sur la seigneurie de Gemen. Cependant, la troupe est arrêtée par le régisseur du château avec l'appui de quelques paysans.
Un second obstacle est apparu à partir du testament de Simon VI de Lippe dont les droits initiaux ont été étendus aux branches des lignées scindées. Jusqu'en 1709, ce sont surtout des conflits avec la lignée de Brake qui s'opposent à la prétention au pouvoir absolu du comte Frédéric-Adolphe. En 1705, la branche de Brake conclut même une alliance protectrice avec la Prusse et travaille à séparer les terres de Brake. Ces efforts ont pris fin en 1709 lorsque la lignée de Brake s'est éteinte. Les différends se sont poursuivis avec la ligne Alverdissen, qui régnait entre-temps sur le comté de Schaumbourg-Lippe. Frédéric-Guillaume de Schaumbourg-Lippe est intervenu dans la souveraineté militaire de Lippe par des mesures de recrutement et de fortification sur ses terres. Il y a eu de nombreux procès portés devant la cour impériale et la Chambre impériale, mais également sur d'autres questions.
Le troisième facteur, typique du développement de l'absolutisme hors de Lippe, est la puissance des états. Au sein des terres de Lippe, cela signifiait notamment le droit des successions d'être impliquées dans l'évaluation, la perception et même l'émission des impôts en plus de les approuver. Contre ces droits, les comtes Lippe n'avaient que l'option de l'obstruction. Ils ont essayé de remplacer les parlements d'État réguliers par de soi-disant journées de communication, où de vraies décisions ne pouvaient pas être prises. Entre-temps, Frédéric-Adolphe s'est complètement abstenu de convoquer des réunions des domaines provinciaux; En 1712, il interdit même l'assemblée indépendante des États. Vers la fin de son règne, cependant, il a été contraint de convoquer à nouveau les domaines car il n'y avait pas d'autre moyen de faire face au manque d'argent. Même ses successeurs ne pouvaient plus se passer de coopération avec les domaines. La puissance ininterrompue des domaines a posé un sérieux problème dans la modernisation du pays au XIXe siècle.

## Religion
Sous l'influence de la Hesse, le pays rejoint la Réforme en 1538 et se convertit au calvinisme en 1605. L'Église d'État réformée de Lippe existe toujours à Lippe aujourd'hui.

## Devise monétaire
Selon la convention de 1752, le comté de Lippe-Detmold avait pour monnaie le thaler. 1 Thaler = 36 Mariengroschen = 288 Pfennig = 576 Heller.

## Armoiries
Les premières armoiries de la maison Lippe montraient déjà la rose de Lippe (de) - mais sans sépales. En 1528, l'étoile du comté de Schwalenberg (de) - une hirondelle naturelle sur une étoile dorée (jaune) à huit branches - a été ajoutée aux armoiries. Les armoiries du premier comte représentaient une rose et une étoile deux fois chacune sur un écu en quatre parties. En 1687, les armoiries à quatre champs de la seigneurie de Vianen et Ameide, situées dans ce qui est aujourd'hui les Pays-Bas et acquises par mariage (et revendues en 1725 faute d'argent), ont été incluses dans les armoiries de Lippe. Les armoiries adoptées montraient d'une part trois colonnes noires debout en argent - conçues plus tard comme des croix de fer de moulin - (armoiries des seigneurs de Vianen), d'autre part une zone de vair et rouge, qui était le blason des seigneurs de Vianen, mariés au burgrave d'Utrecht en 1350. Le vair était également interprété comme un chapeau de fer dans les armoiries de Lippe.

La rose de Lippe.
Armoiries du comté de Schwalenberg.
Les armoiries modernes du district de Lippe.
Le blason de Zederik (anciennement Ameide).
Le blason de Vianen.
Les anciennes armoiries de Vianen tirées du "Codex 148"[4].

### Les armoiries de Lippe 1528–1687
| Figure | Blasonnement                                                      |
|        | Parti : écartelé au I et 3 de Lippe et au 2 et 4 de Schwalenberg. |

### Les armoiries de Lippe 1687–1798
| Figure | Blasonnement                                                                                                  |
|        | Cette section est vide, insuffisamment détaillée ou incomplète. Votre aide est la bienvenue ! Comment faire ? |

Après 1798, l'étoile du comté de Sternberg a été ajoutée deux fois. Au centre des armoiries, qui avaient alors neuf champs, se trouvait la rose de Lippe, représentée une seule fois, mais bien en évidence sur son propre écu, comme les armoiries de la famille de la maison de Lippe. L'écu porte cinq heaumes. Le blason est tenu par deux anges. Le chapeau princier, qui couronne le tout, symbolise le rang de prince.